# Spoorlijn Carhaix - Rosporden
De spoorlijn Carhaix - Rosporden was een Franse spoorlijn van Carhaix-Plouguer naar Rosporden. De lijn was 49,5 km lang en heeft als lijnnummer 484 000.

## Geschiedenis
De lijn werd geopend door de Compagnie des chemins de fer de l'Ouest op 2 augustus 1896. Reizigersverkeer werd opgeheven op 10 april 1967, goederenvervoer op 1 juli 1967.

## Aansluitingen
In de volgende plaatsen was er een aansluiting op de volgende spoorlijnen:
Carhaix
RFN 480 000, spoorlijn tussen Carhaix en Camaret-sur-Mer
RFN 483 000, spoorlijn tussen Morlaix en Carhaix
RFN 485 000, spoorlijn tussen Guingamp en Carhaix
RFN 487 000, spoorlijn tussen Carhaix en Loudéac

## Galerij

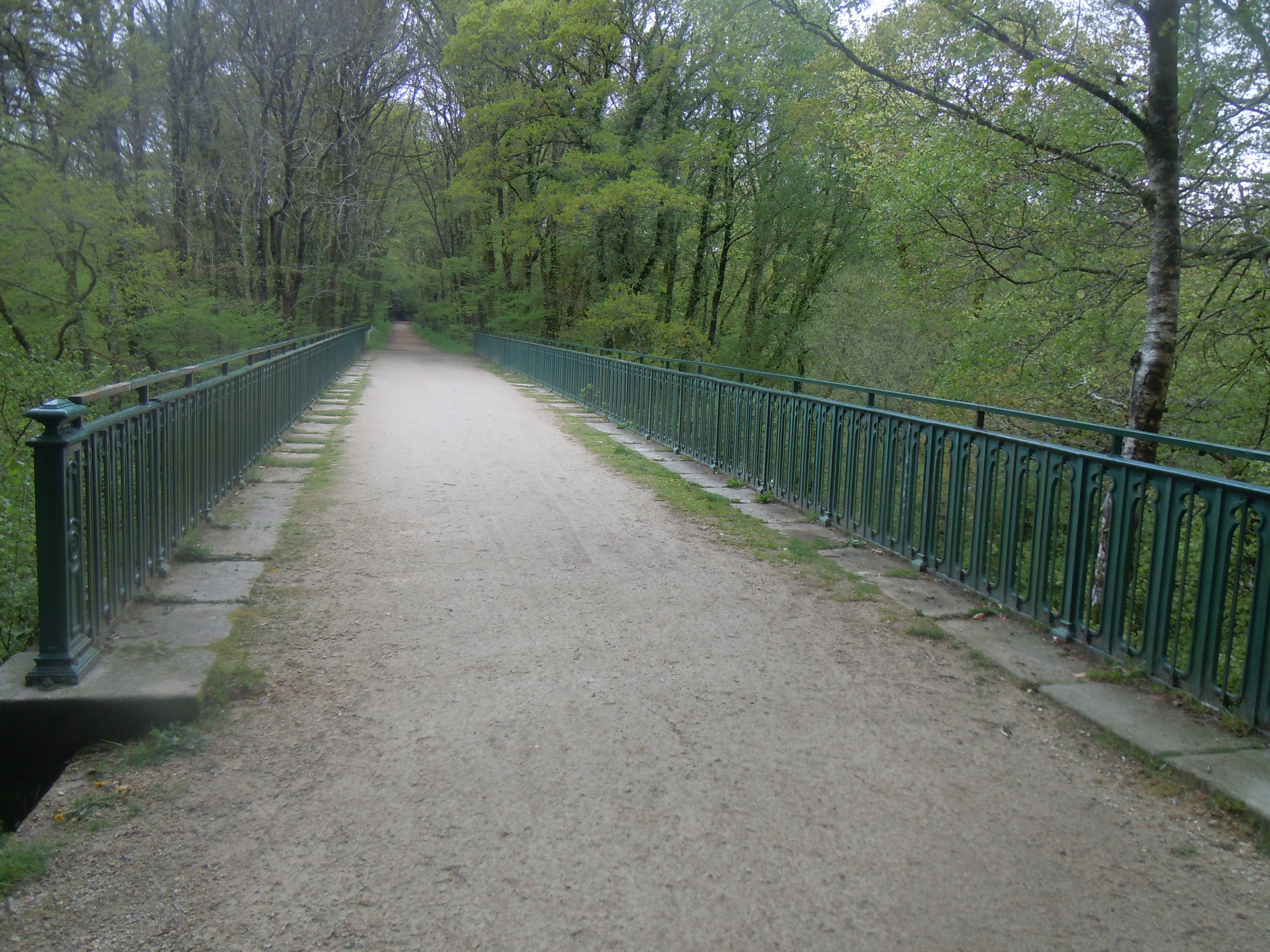
Voormalige spoorbrug over de Scaër
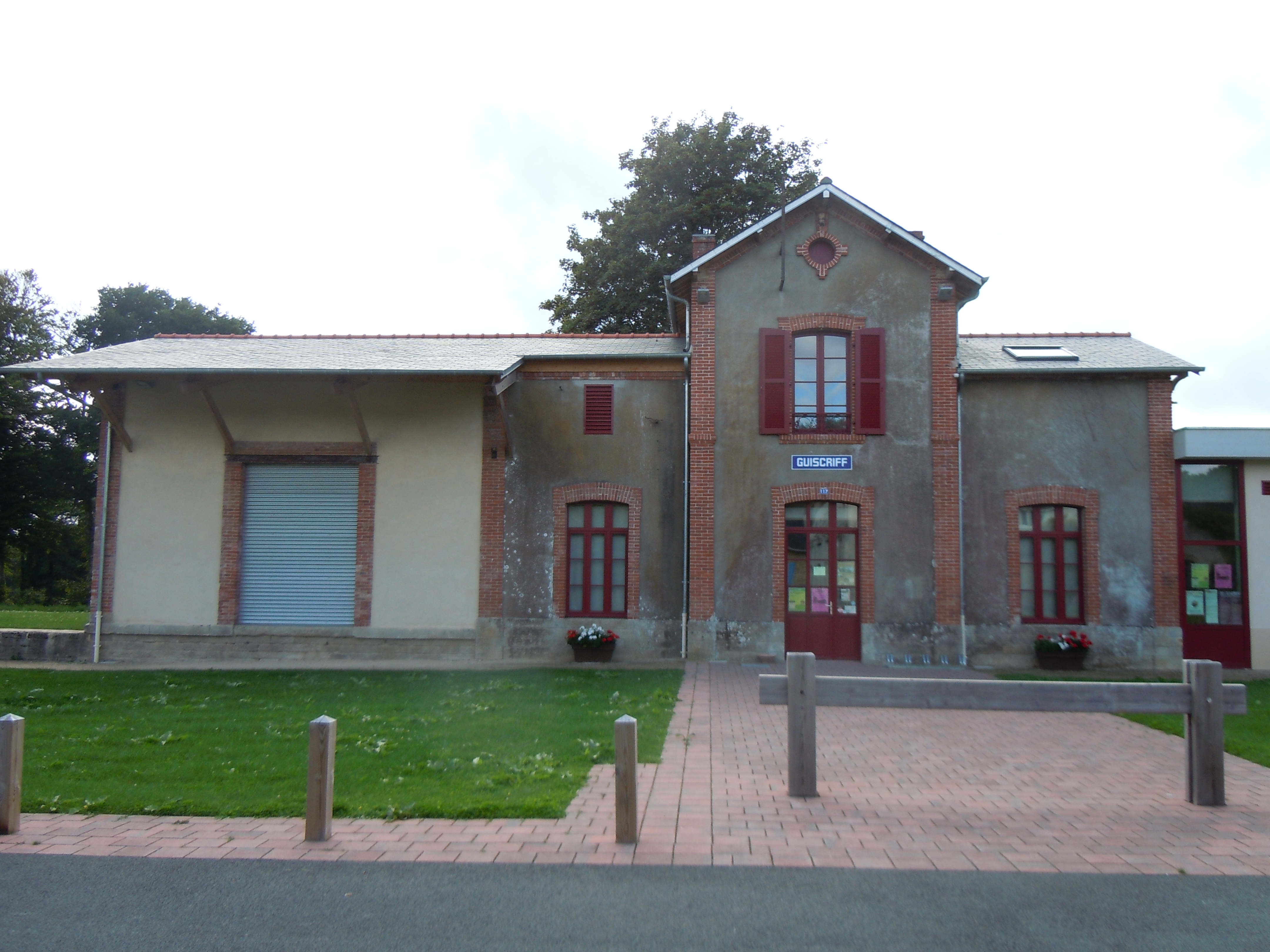
Station Guiscriff
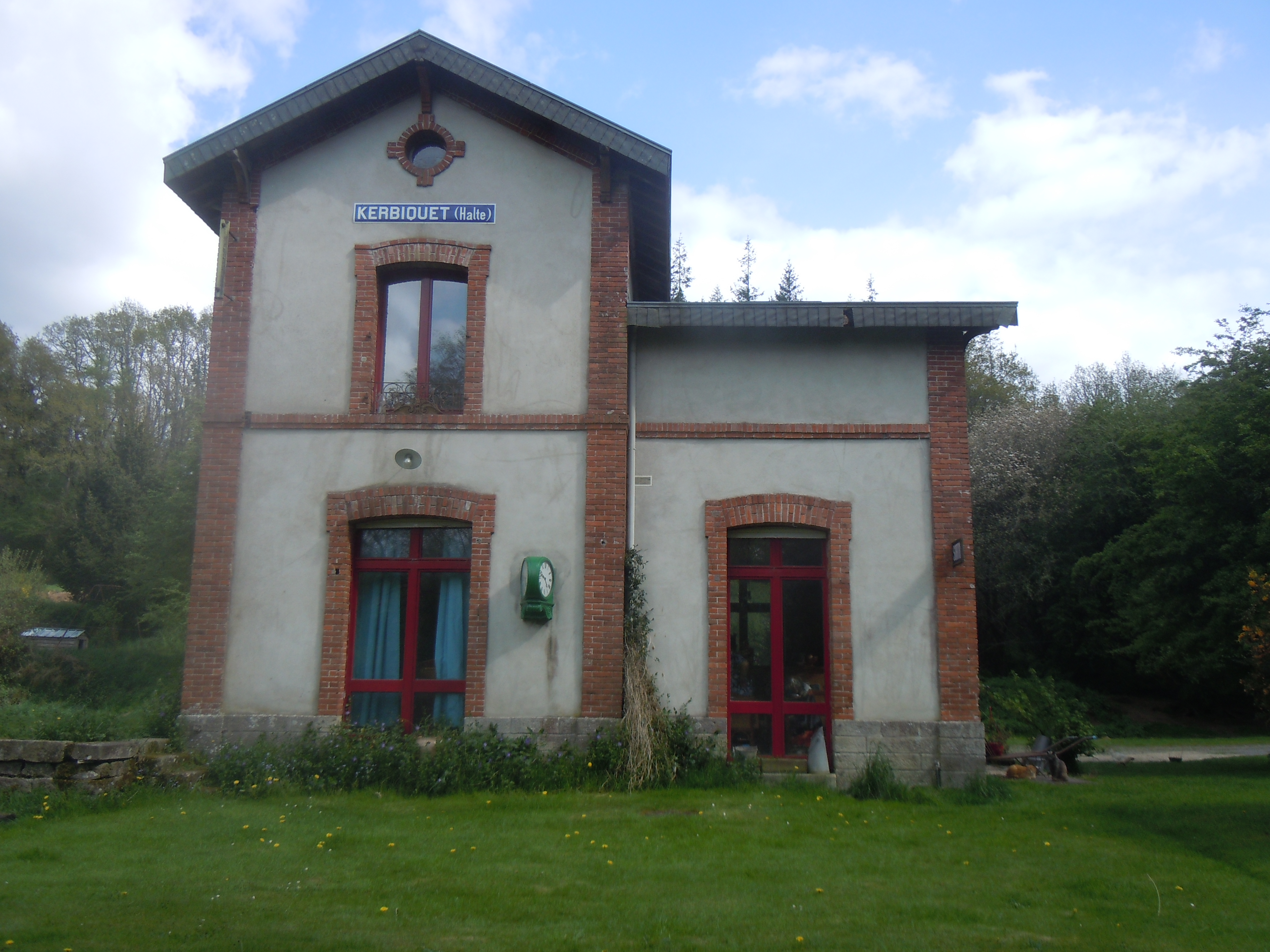
Halte Kerbiquet
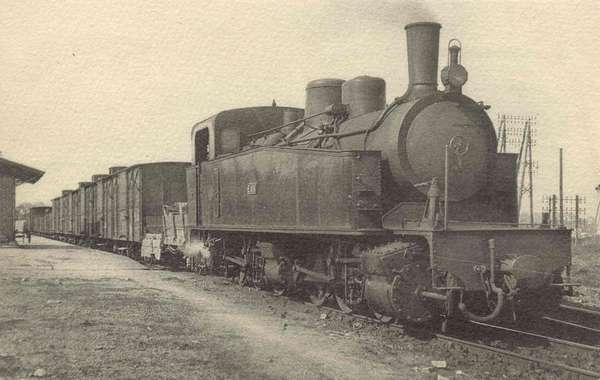
Trein bij station Rosporden